# ピエロ・カマライ
ピエロ・カラマイ（Piero Calamai、1897年12月25日 - 1972年4月7日）は、イタリアの航海士、元海軍軍人である。1956年7月に客船「ストックホルム」と衝突して沈没した客船「アンドレア・ドーリア」の船長だった。

## 生涯
カラマイは海軍軍人の家系に生まれた。弟のマルコはイタリア海軍の少将まで昇進し、海軍兵学校を指揮していたが、1957年に海で行方不明になった。父親のオレステスは、イタリア初の海事雑誌"La Marina Mercantile"（商船船団）を創刊した。
カラマイは、1916年7月に海軍少尉に任官された。第一次世界大戦では勇敢さが評価されて武功銀勲章を受章し、補佐中佐として参戦した第二次世界大戦では2度目の武功銀勲章を受章した。
第二次大戦後は海軍を退役して航海士協会に所属し、航海士として27隻の船を指揮した。1953年に就航した「アンドレア・ドーリア」の船長に就任したが、1956年7月25日、ニューヨークへ向かう途中で客船「ストックホルム」に衝突され、沈没した。衝突によって死亡した46人を除く、「アンドレア・ドーリア」の乗客乗員1,660人は避難したが、カマライは事故の責任を償うとして、船と共に沈むことを決意した。部下の説得により、最終的にカマライは救命ボートに乗ったが、これを最後に船乗りを引退した。
引退後、友人の一人に「以前は海が好きだった。今は嫌いだ」と語った。カラマイは1972年に死去したが、死の床で何度も「乗客は無事か? 乗客は全員降りたか?」とつぶやいていたという。